# Abel Xavier
Abel Luís da Silva Costa Xavier (Nampula, 30 november 1972) - voetbalnaam Abel Xavier - is een Mozambikaans-Portugees voormalig voetballer en huidig voetbaltrainer. Hij speelde sinds 2007 als verdediger bij zijn laatste club Los Angeles Galaxy, waar hij in juli 2008 vertrok na een conflict met trainer Ruud Gullit. Kenmerkend voor Xavier vormen zijn opvallende haardrachten met geblondeerd haar en een geblondeerde baard, wat hem de bijnaam Yeti opleverde.

## Clubvoetbal
Xaviers profloopbaan begon in het seizoen 1990/1991 bij Estrela Amadora. In 1993 vertrok hij naar SL Benfica. Hier speelde de verdediger één seizoen waarin hij met de club de Portugese landstitel won, waarna hij vertrok naar AS Bari. In het seizoen 1995/1996 speelde Abel Xavier niet meer dan acht wedstrijden in de Serie A. Hij tekende daarom in 1996 bij Real Oviedo, waar hij twee jaar bleef. Via PSV kwam Xavier in 1999 bij Everton FC terecht. Begin 2002 maakte hij de overstap naar Evertons stadsrivaal Liverpool FC. Bij The Reds speelde Xavier een marginale rol, evenals bij zijn volgende clubs Galatasaray SK (2003), Hannover 96 (2003/2004) en AS Roma (2004/2005).
In 2005 werd hij gecontracteerd door Middlesbrough FC als vervanger van Michael Reiziger, die naar PSV was vertrokken. Na afloop van de UEFA Cup-wedstrijd tegen Skoda Xanthi op 23 november 2005 werd Xavier positief bevonden tijdens de dopingtest. Er werd vastgesteld dat hij de anabole steroïde methandrostenolon (alias dianabol) had gebruikt. Aanvankelijk werd de verdediger voor achttien maanden geschorst. Zijn straf werd later teruggebracht tot twaalf maanden. In november 2006 maakte Xavier zijn rentree voor Middlesbrough FC.
In mei 2007 stapte Xavier over naar Los Angeles Galaxy, waar hij in juni dat jaar debuteerde met een 3-2 zege op Real Salt Lake. Hij speelde in totaal 21 wedstrijden voor de Amerikaanse club, voordat hij in juli 2008 moest vertrekken na een conflict met toenmalig trainer Ruud Gullit.
Hij gaf eind 2009 in een persconferentie aan dat hij zou stopte met voetballen en dat hij zich had bekeerd tot de islam en de naam Faysal aannam.

## Nationaal elftal
Xavier speelde tussen 1993 en 2002 twintig interlands in het Portugees nationaal elftal, waarin hij twee doelpunten maakte. Op het EK 2000 was hij basisspeler bij Portugal. Met zijn tweede vaderland haalde Xavier de halve finale, waarin Frankrijk de tegenstander was. Na negentig minuten stond het 1-1 door doelpunten van Nuno Gomes en Thierry Henry. Vijf minuten voor het einde van de verlengingen schoot de Franse aanvaller Sylvain Wiltord op doel, waarna Xavier in een reflex reageerde en met zijn hand tegen de bal sloeg en zo een doelpunt voorkwam. Er werd een strafschop toegekend en Zinédine Zidane schoot Frankrijk zodoende naar de finale. De Portugezen waren het niet eens met de toegekende strafschop en protesteerden. Xavier, Nuno Gomes en Paulo Bento gingen in de ogen van de UEFA te ver in hun protest en werden voor enkele maanden geschorst, zelf voor negen maanden. Op het WK 2002 in Zuid-Korea behoorde Xavier weer tot de Portugese selectie. Hij speelde als invaller in de laatste groepswedstrijd tegen Zuid-Korea.
| Interlands van Abel Xavier voor Portugal | Interlands van Abel Xavier voor Portugal | Interlands van Abel Xavier voor Portugal | Interlands van Abel Xavier voor Portugal | Interlands van Abel Xavier voor Portugal | Interlands van Abel Xavier voor Portugal |
| №                                        | Datum                                    | Wedstrijd                                | Uitslag                                  | Competitie                               | Goals                                    |
| ---------------------------------------- | ---------------------------------------- | ---------------------------------------- | ---------------------------------------- | ---------------------------------------- | ---------------------------------------- |
| 1                                        | 31 Mar 1993                              | Zwitserland – Portugal                   | 1–1                                      | WK-kwalificatie                          |                                          |
| 2                                        | 28 Apr 1993                              | Portugal – Schotland                     | 5–0                                      | WK-kwalificatie                          |                                          |
| 3                                        | 19 Jun 1993                              | Portugal – Malta                         | 4–0                                      | WK-kwalificatie                          |                                          |
| 4                                        | 05 Sep 1993                              | Estland – Portugal                       | 0–2                                      | WK-kwalificatie                          |                                          |
| 5                                        | 22 Apr 1998                              | Engeland – Portugal                      | 3–0                                      | Vriendschappelijk                        |                                          |
| 6                                        | 19 Aug 1998                              | Portugal – Mozambique                    | 2–1                                      | Vriendschappelijk                        |                                          |
| 7                                        | 10 Oct 1998                              | Portugal – Roemenië                      | 0–1                                      | EK-kwalificatie                          |                                          |
| 8                                        | 14 Oct 1998                              | Slowakije – Portugal                     | 0–3                                      | EK-kwalificatie                          | Goal                                     |
| 9                                        | 18 Nov 1998                              | Portugal – Israël                        | 2–0                                      | Vriendschappelijk                        |                                          |
| 10                                       | 05 Jun 1999                              | Portugal – Slowakije                     | 1–0                                      | EK-kwalificatie                          |                                          |
| 11                                       | 10 Oct 1999                              | Portugal – Hongarije                     | 3–0                                      | EK-kwalificatie                          | Goal                                     |
| 12                                       | 29 Mar 2000                              | Portugal – Denemarken                    | 2–1                                      | Vriendschappelijk                        |                                          |
| 13                                       | 26 Apr 2000                              | Italië – Portugal                        | 2–0                                      | Vriendschappelijk                        |                                          |
| 14                                       | 12 Jun 2000                              | Portugal – Engeland                      | 3–2                                      | EK-eindronde                             |                                          |
| 15                                       | 28 Jun 2000                              | Frankrijk – Portugal                     | 2–1                                      | EK-eindronde                             |                                          |
| 16                                       | 28 Feb 2001                              | Portugal – Andorra                       | 3–0                                      | WK-kwalificatie                          |                                          |
| 17                                       | 25 Apr 2001                              | Frankrijk – Portugal                     | 4–0                                      | Vriendschappelijk                        |                                          |
| 18                                       | 17 Apr 2002                              | Portugal – Brazilië                      | 1–1                                      | Vriendschappelijk                        |                                          |
| 19                                       | 25 May 2002                              | China – Portugal                         | 0–2                                      | Vriendschappelijk                        |                                          |
| 20                                       | 14 Jun 2002                              | Zuid-Korea – Portugal                    | 1–0                                      | WK-eindronde                             |                                          |

## Trainersloopbaan
Vanaf 2013 trainde hij de Portugese clubs SC Olhanense, SC Farense en CD Aves. In januari 2016 werd hij aangesteld als bondscoach van het Mozambikaans voetbalelftal.